# Jos van Dijk
Adrianus (Jos) van Dijk (Driebergen, 3 oktober 1898 - Zeist, 29 juli 1965) was een Nederlandse golfprofessional.
Van Dijk begon als caddie op de Doornse Golf Club; in 1929 verhuisde hij mee naar Bosch en Duin waar de club de naam Utrechtse Golfclub De Pan) kreeg. Hij werd een van de eerste Nederlandse golfprofessionals.
Dat was de periode dat ook de eerste strokeplay-toernooien voor professionals georganiseerd werden zoals de Harlequin Cup, die Van Dijk 4x won, en het Nationaal Open, waar hij de twaalf jaar jongere Piet Witte vijf slagen voor bleef. Beide toernooien startten in 1929. Verder won hij 3x het PGA Kampioenschap, waarvan de eerste edite eind oktober 1928 was.
In juni 2023 werd vanuit Utrechtse Golfclub de Pan, met financiële steun van de Koninklijke Nederlandse Golf Federatie, een biografie van Jos van Dijk gepubliceerd. 

## Gewonnen
Onder meer:
- 1928: PGA Kampioenschap, (de eerste Harlequin Cup )(146)
- 1929: Harlequin Cup, PGA Kampioenschap[2]
- 1930: Harlequin Cup
- 1931: Harlequin Cup, Nationaal Open, PGA Kampioenschap
- 1933: Harlequin Cup
- 1936: Nationaal Open

## Link
- Foto van Jos van Dijk tijdens het Open van 1923 op de Hilversumsche.